# Dion Kacuri
Dion Kacuri (Baden, 2004. február 11. –) svájci korosztályos válogatott labdarúgó, a Grasshoppers középpályása.

## Pályafutása

### Klubcsapatokban
Kacuri a svájci Baden városában született. Az ifjúsági pályafutását a Young Fellows Juventus csapatában kezdte, majd 2017-ben a Grasshoppers akadémiájánál folytatta.
2021-ben mutatkozott be a Grasshoppers első osztályban szereplő felnőtt csapatában. Először a 2021. október 31-ei, Sion ellen 3–1-re megnyert mérkőzés 86. percében, Mamadou Kaly Sène cseréjeként lépett pályára. Első gólját 2022. szeptember 4-én, a Winterthur ellen hazai pályán 3–0-ás győzelemmel zárult találkozón szerezte meg.

### A válogatottban
Kacuri az U18-as és az U19-es korosztályú válogatottakban is képviselte Svájcot.

## Statisztika
2022. szeptember 4. szerint.
| Klub         | Szezon   | Bajnokság          | Bajnokság | Bajnokság | Kupa  | Kupa  | Nemzetközi | Nemzetközi | Összesen | Összesen |
| Klub         | Szezon   | Bajnokság          | Mérk.     | Gólok     | Mérk. | Gólok | Mérk.      | Gólok      | Mérk.    | Gólok    |
| ------------ | -------- | ------------------ | --------- | --------- | ----- | ----- | ---------- | ---------- | -------- | -------- |
| Grasshoppers | 2021–22  | Swiss Super League | 8         | 0         | 0     | 0     | —          | —          | 8        | 0        |
| Grasshoppers | 2022–23  | Swiss Super League | 3         | 1         | 0     | 0     | —          | —          | 3        | 1        |
| Összesen     | Összesen | Összesen           | 11        | 1         | 0     | 0     | 0          | 0          | 11       | 1        |